# Zaischnopsis thoracica
Zaischnopsis thoracica är en stekelart som först beskrevs av William Harris Ashmead 1904.  Zaischnopsis thoracica ingår i släktet Zaischnopsis och familjen hoppglanssteklar. Inga underarter finns listade i Catalogue of Life.